# Constructions Industrielles Dijonaises

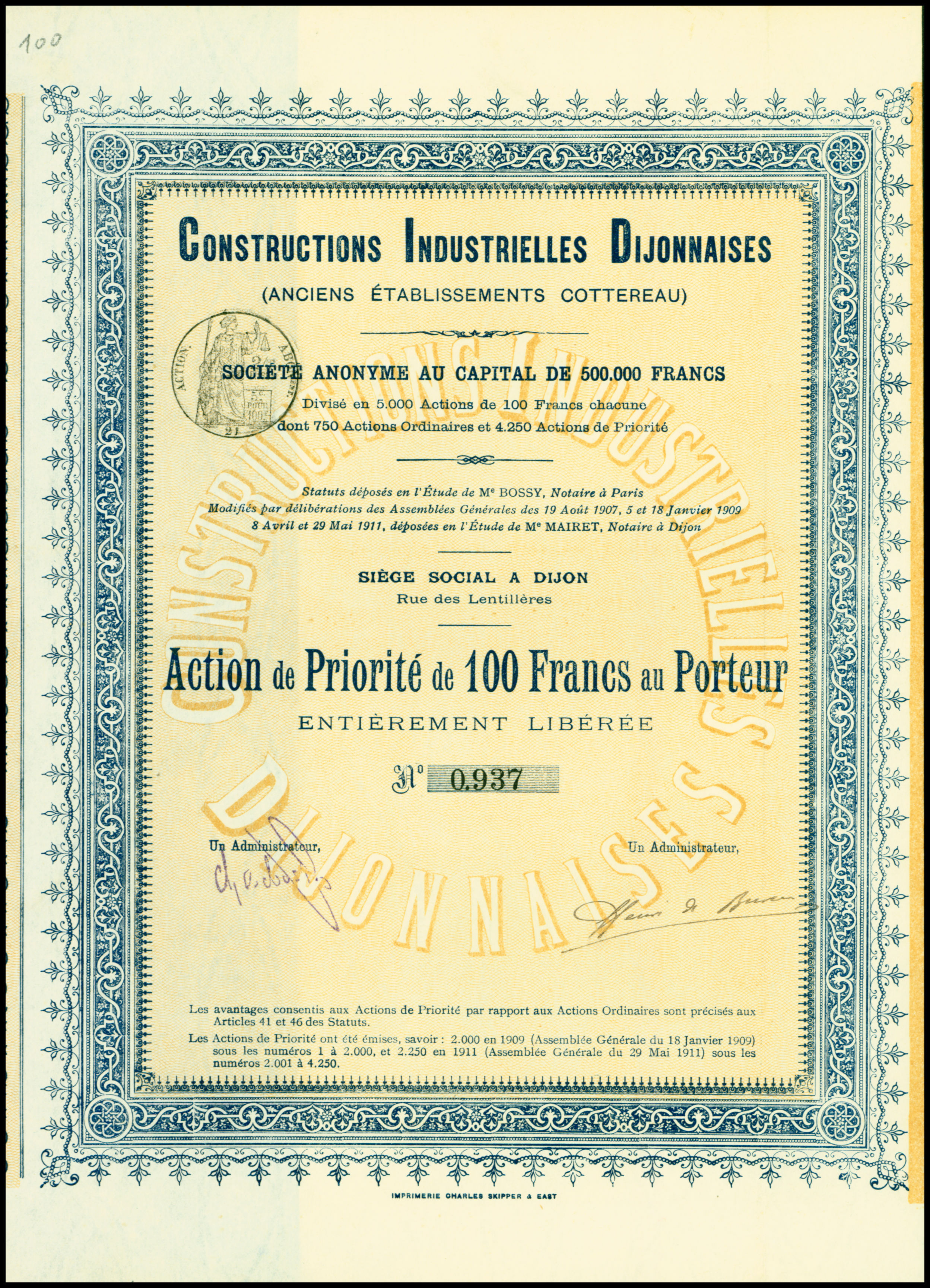
Vorzugsaktie über 100 Francs der Constructions Industrielles Dijonnaises S. A. vom 29. Mai 1911

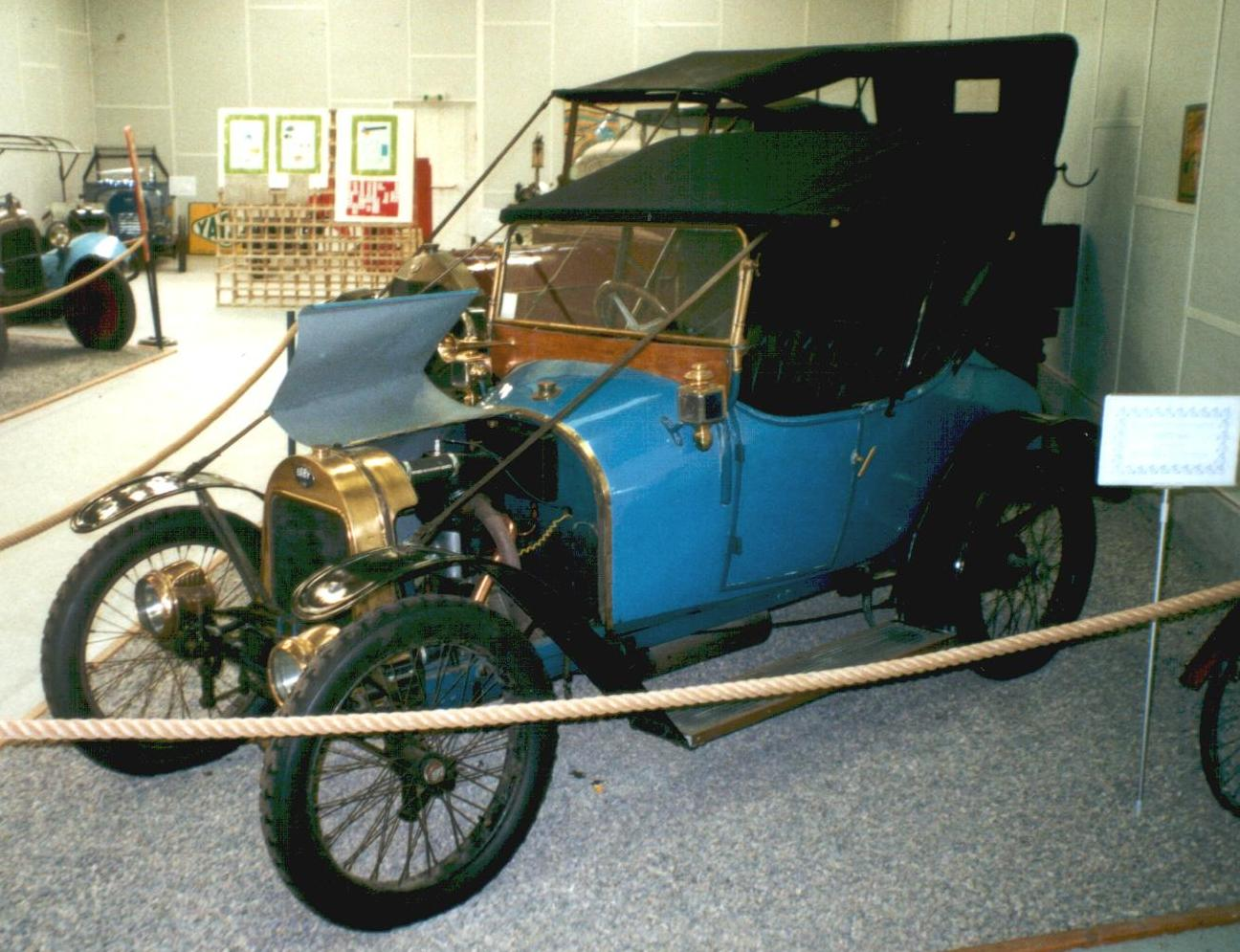
CID Baby Cid von 1912

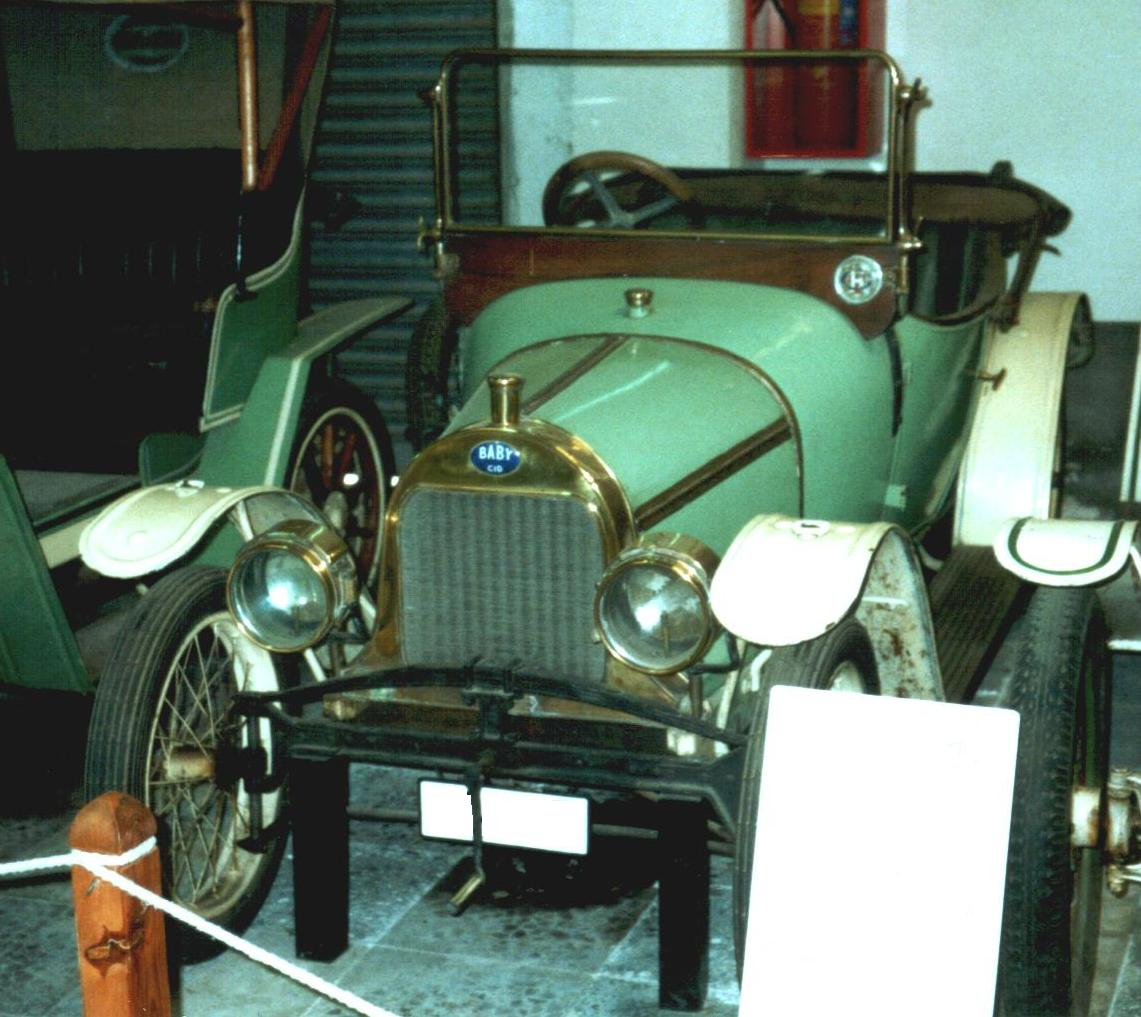
CID Baby Cid von 1912

Constructions Industrielles Dijonaises (CID) war ein französischer Hersteller von Automobilen.

## Unternehmensgeschichte
Das Unternehmen entstand 1912 in Dijon als Nachfolgeunternehmen von Cottereau. Der Markenname lautete CID. 1914 endete die Produktion.

## Fahrzeuge
Das kleinste Modell war der Baby Cid. Für den Antrieb sorgte ein Einzylinder-Einbaumotor mit 8 PS von Buchet. Die größeren Modelle verfügte über Vierzylindermotoren und wahlweise 14 PS, 16 PS oder 22 PS. Der 12 HP hatte einen Hubraum von 2120 cm³ mit 75 mm Bohrung und 120 mm Hub. Das Fahrzeug hatte ein 4-Gang-Getriebe. Der Radstand betrug 3000 mm und die Spurweite 1320 mm. Die Bereifung hatte eine Größe von 815 × 105. Das Leergewicht lag bei 780 kg. Der Verkaufspreis in Frankreich lag bei 8000 Franc ohne Bereifung.
Ein Fahrzeug dieser Marke ist im Automuseum Collecció d’Automòbils de Salvador Claret in Sils in Spanien zu besichtigen.